# Dissodactylus crinitichelis
Dissodactylus crinitichelis är en kräftdjursart som beskrevs av Moreira 1901. Dissodactylus crinitichelis ingår i släktet Dissodactylus och familjen Pinnotheridae. Inga underarter finns listade i Catalogue of Life.